# Heinrichswalde (Friedland)
Der Ortsteil Heinrichswalde der Stadt Friedland liegt im Osten des Landkreises Mecklenburgische Seenplatte in Mecklenburg-Vorpommerns. Die Siedlung liegt zwischen dem Kernort Friedland und Schönbeck in Richtung Südosten.
Der Ort wurde 1751 als Meierei des Gutes Brohm, das sich im Besitz der Familie von Rieben befand, angelegt. Das Gutshaus wurde um 1800 errichtet. 1846 war Carl Constantin von Rieben gezwungen, sein Erbe an Adolph von Oertzen (1797–1867), dessen Cousin Wilhelm von Oertzen und dessen Schwager, Georg Alexander von Rieben, zu verkaufen, dem Heinrichswalde und Hohenstein per Los zufielen. Von 1900 bis 1945 kam das Gut als Erbe in den Besitz der Familie von Brandenstein. Nach der Enteignung 1945 diente es zu Wohnzwecken.